# Marianne Breslauer
Marianne Breslauer (provdaná Feilchenfeldt, 20. listopadu 1909, Berlín, Německo – 7. února 2001, Curych, Švýcarsko) byla německá fotografka, fotožurnalistka a průkopnice pouliční fotografie během Výmarské republiky. Po nástupu nacistů k moci opustila Německo a žila od roku 1937 v Nizozemsku a od roku 1939 ve Švýcarsku. Po roce 1936 fotografování zanechala a se svým manželem Walterem Feilchenfeldtem se věnovala obchodu s uměním.

## Život
Marianne se narodila v Berlíně v rodině architekta Alfreda Breslauera (1866–1954) a jeho manželky Dorothey Lessing (která byla dcerou historika umění Julia Lessinga). V letech 1927–1929 absolvovala lekce fotografie v Berlíně a obdivovala práci tehdy známé portrétní fotografky Friedy Riessové a později maďarského fotografa André Kertésze.
V roce 1929 odcestovala do Paříže, kde se krátce stala žákyní Mana Raye  s nímž se setkala prostřednictvím Helen Hessel, módní zpravodajky listu Frankfurter Zeitung a současně rodinné přítelkyně. Man Ray ji povzbudil, aby „šla svou vlastní cestou bez jeho pomoci“. O rok později začala pracovat pro fotografické studio Ullstein v Berlíně, které tehdy vedla Elsbeth Heddenhausenová. Zde se především zdokonalila v práci v temné komoře. Do roku 1934 byly její fotografie publikovány v mnoha předních časopisech, jako je Frankfurter Illustrierten, Der Querschnitt, Die Dame, Zürcher Illustrierten, Der Uhu a Das Magazin.
Na počátku třicátých let cestovala do Palestiny a Alexandrie. Cestu podnikla se svou blízkou přítelkyní, švýcarskou spisovatelkou, novinářkou a fotografkou Annemarie Schwarzenbach, s níž se setkala prostřednictvím Ruth Landshoffové a kterou také mnohokrát fotografovala. Napsala o ní: „Ani žena, ani muž, ale anděl, archanděl.“
V roce 1933 cestovaly společně do Pyrenejí, aby pořídily fotografie podle zadání pro berlínskou fotografickou agenturu Academia. Tato práce přivedla Marianne do konfrontace s antisemitskými praktikami, které v té době v Německu začínaly po nástupu nacistů k moci. Její zaměstnavatelé požadovali, aby své fotografie zveřejnila pod pseudonymem, aby byla skryta skutečnost, že je ze židovské rodiny. To odmítala a opustila Německo. Její fotografie Školačky v roce 1934 v Paříži získala cenu „Fotografie roku“ na „Salon international d'art photographique“.
V roce 1936 emigrovala do Amsterdamu, kde se provdala za obchodníka s uměním Waltera Feilchenfeldta, který opustil Německo poté, co viděl nacisty zabránit aukci moderního umění. Zde se narodilo její první dítě, syn Walter. Rodinný život a práce obchodnice s uměním bránila její fotografické práci. Té se nakonec vzdala úplně, aby se soustředila na své další činnosti. V roce 1939 uprchla rodina do Curychu, kde se narodil druhý syn Konrad.
Po válce v roce 1948 manželé založili uměleckou firmu specializující se na francouzské obrazy a umění 19. století. Když její manžel v roce 1953 zemřel, převzala obchod, který provozovala se svým synem Walterem až do roku 1990. Zemřela v obci Zollikon nedaleko Curychu.

## Práce
Její práce ukazuje zájem o přehlížené nebo marginalizované náměty. Ve své dřívější práci v Paříži, povzbuzená surrealistickým fotografem Manem Rayem, se zaměřila na bezdomovce podél řeky Seiny. Její portréty ukazují vliv fotografických experimentů studentů Bauhausu a současného stylu Neues Sehen. Nicméně její fotografie vyjadřují silný osobní zájem a přístup k zachycení dynamického pohybu, částečně zprostředkovaná výběrem rušného městského prostředí. Svou fotografickou kariéru ukončila v roce 1936 kvůli nástupu nacismu.
V roce 1999 obdržela cenu Hannah-Höch-Preis za celoživotní dílo.
Je po ní pojmenována ulice Allée Marianne-Breslauer v Paříži.

## Výstavy

### Samostatné výstavy
- 1982: Schweizerische Stiftung für die Photographie, Curych
- 1987: Das Verborgene Museum, Berlín[6]
- 1989: Neue Nationalgalerie, Berlín
- 2010: Fotostiftung Schweiz, Winterthur[7]
- 2010: Berlinische Galerie, Berlín[8]
- 2011: Joods Historisch Museum, Amsterdam[9]

### Skupinové výstavy
- 2013: Künstlerinnen im Dialog, Das verborgene Museum, Berlín[10]
- 2014: Künstlerinnen im Dialog, Das verborgene Museum, Berlín[11]